# Rudice (Moravia meridionale)
Rudice (in tedesco Ruditz) è un comune della Repubblica Ceca facente parte del distretto di Blansko, in Moravia Meridionale.